# Hill Township (Missouri)
Hill Township est un township du comté de Carroll dans le Missouri, aux États-Unis,. Le township est baptisé en référence à une famille de pionniers du même nom.

## Source de la traduction
- (en) Cet article est partiellement ou en totalité issu de l’article de Wikipédia en anglais intitulé « Hill Township, Carroll County, Missouri » (voir la liste des auteurs).